# Оборона Урмийского района
Оборона Урмийского района (декабрь 1915 — январь 1916 года) — действия частей русского Ван-Азербайджанского отряда против турецких и курдских сил в районе озера Урмия в ходе кампании 1915 года на Кавказском фронте и Персидском театре Первой мировой войны.

## Положение на театре
В результате успешного завершения в июне 1915 года Урмийской операции турецкие части были вытеснены из Иранского Азербайджана и отступили в район южнее озера Ван, а воинственные курды, впечатленные рейдом Шарпантье, на время прекратили партизанские вылазки.
Это позволило перебросить пехотные части Азербайджанского отряда в состав 4-го Кавказского АК для наступления на Манцикерт. После разгрома в Манцикертском сражении турки осенью 1915 проявляли активность только южнее озера Ван, где против них действовал Ванский отряд генерала И. Е. Трухина. Так как этот район был отделен от участка 4-го Кавказского корпуса, отряд Трухина был подчинен Азербайджанскому отряду, получившему название Ван-Азербайджанского. В сентябре — ноябре Трухин с переменным успехом вел боевые действия, и 16 (29) ноября после двухдневного упорного боя сбил противника в районе селения Вартанис, отбросил к западной оконечности озера и оказался в одном переходе от Битлиса.
На персидском театре осенью 1915 турки возобновили продвижение от Мосула к Урмии. Ассирийцы, несколько месяцев боровшиеся с турками в горах Хаккяри, во главе с патриархом Мар-Шимуном XIX отступили под натиском противника в район Урмии. В конце года из них была образована небольшая команда разведчиков во главе с нештатным драгоманом русского консульства в Урмии Ага-Петросом.
Начавшееся в декабре наступление более крупных турецких сил через Равандуз на Соуч-Булаг потребовало переброски на усиление Ван-Азербайджанского отряда 4-й Кубанской пластунской бригады генерала А. Е. Крутеня.

## Бои у Миандоаба и Ошневие
Стало известно, что в Мосул из Битлиса прибыли 4 немецких офицера и 200 солдат. Ф. Г. Чернозубов 12 (25) декабря приказал сводному отряду генерала К. Н. Стояновского, удерживать район к югу от озера Урмия до подхода подкреплений.
16 (29) декабря турки и курды атаковали отряд кубанского войскового старшины Захарова в районе Миандоаба и заставили его отступить к переправе, которую прикрывали две сотни 1-го Нерчинского казачьего полка. Нерчинцы ударили наступавшему противнику во фланг, а затем вместе с кубанцами отбросили турок к Амирабаду, очистив долину реки Татава. Для усиления отряда из Тавриза были направлены остальные четыре сотни нерчинцев.
Для выяснения положения противника была предпринята усиленная рекогносцировка в районе Ошневие (к юго-западу от озера Урмия). Отряд войскового старшины Куклина в составе двух сотен верхнеудинцев, двух рот пехоты и армянской дружины двумя колоннами выступил на запад. Правая походная колонна князя Ухтомского, выйдя из селения Гялас, и двигаясь правым берегом реки Рубар-Ушнуэ по горному хребту, атаковала противника, овладев в бою тремя из четырёх линий вражеских окопов на подступах к Ошневие.
Левая колонна подъесаула Церельникова перед селением Имам сбила заслон из 60 спешенных курдов, затем отразила атаку двух турецких эскадронов. После этого Куклин отправил на поддержку правой колонны 2 пулемета и конную сотню из армянской дружины. С их помощью князь Ухтомский заставил турок отступить к селению Гирдкашан.
Войска подошли к Ошневие, но из-за недостатка боеприпасов и появления на флангах значительной конницы противника штурмовать его не стали. На высоте Мола-Иса, контролировавшей проход к Ошневие и речную долину, оставили роту армянских дружинников. Через два дня две роты турок при поддержке нескольких сотен курдов атаковали армян. Те отразили турок ружейным огнём, но обход курдами с фланга принудил роту к отступлению; в рукопашном бою часть её погибла. Подошедшие на помощь части 3-го Верхнеудинского полка отбросили противника.
23 декабря (5 января) на участке к востоку от озера Урмия около 500 курдов пытались переправиться через Джиготу, но были отброшены нерчинцами. На следующий день казаки выбили курдов из Миандоаба, но те получили подкрепление, и нерчинцы отступили в селение Кара-Топа, потеряв 7 человек убитыми и 8 ранеными.

## Окончание боевых действий
Не добившись успеха военным путём, турки через свою агентуру пытались вызвать панику в русском тылу. В ночь на 23 декабря (5 января) в Урмии были расклеены листовки, возвещавшие о скором вступлении в город отрядов Халил-бея и Хейдар-паши. Первый из этих командиров был известен как организатор массовых убийств армян в Ванской области, поэтому жители начали спешно покидать город.
Русское командование организовало патрулирование дорог и горных троп казачьими разъездами, задерживавшими и разоружавшими подозрительных лиц, и уничтожавшими турецких агентов. Контрразведка выяснила, что персидские телеграфисты поставляют информацию противнику. Чтобы предотвратить утечку сведений, были сняты все телеграфные аппараты в Геогане и Мераге, а затем разрушены телеграфные линии на перевалах.
В январе перевалы были окончательно занесены снегом, курдское ополчение разошлось по домам и всякая боевая активность прекратилась до весны.